# Guira tangara
A guira tangara (Hemithraupis guira)  a madarak osztályának verébalakúak (Passeriformes) rendjébe és a tangarafélék (Thraupidae) családjába tartozó  faj.

## Rendszerezése
A fajt Carl von Linné svéd természettudós írta le 1766-ban, a Motacilla  nembe Motacilla guira néven.

## Alfajai
- Hemithraupis guira amazonica Zimmer, 1947
- Hemithraupis guira boliviana Zimmer, 1947
- Hemithraupis guira fosteri (Sharpe, 1905)
- Hemithraupis guira guira (Linnaeus, 1766)
- Hemithraupis guira guirina (P. L. Sclater, 1856)
- Hemithraupis guira huambina Stolzmann, 1926
- Hemithraupis guira nigrigula (Boddaert, 1783)
- Hemithraupis guira roraimae (Hellmayr, 1910)[2]

## Előfordulása
Dél-Amerikában, Argentína, Bolívia, Brazília, Kolumbia, Ecuador, Francia Guyana, Guyana, Paraguay, Peru, Suriname és Venezuela területén honos. A természetes élőhelye szubtrópusi és trópusi síkvidéki erdők, szavannák, valamint ültetvények és erősen leromlott egykori erdők.

## Megjelenése
Testhossza 13 centiméter, testtömege 9,5–14 gramm.

## Életmódja
Gyümölcsökkel és ízeltlábúakkal táplálkozik. Párban vagy kisebb csoportban figyelhető meg.